# Dalbergia volubilis
Dalbergia volubilis är en ärtväxtart som beskrevs av William Roxburgh. Dalbergia volubilis ingår i släktet Dalbergia, och familjen ärtväxter.

## Underarter
Arten delas in i följande underarter:
- D. v. assamica
- D. v. latifolia
- D. v. volubilis